# Грибков, Владимир Васильевич
Влади́мир Васи́льевич Грибко́в (2 (15) мая 1902, Воронеж, Российская империя — 22 октября 1960, Москва, СССР) — советский актёр театра и кино. Заслуженный артист РСФСР (1948). Лауреат Сталинской премии первой степени (1952).

## Биография
В. В. Грибков родился 2 (15) мая 1902 года.
В 1924—1938 и в 1944—1960 годах — актёр МХАТа.
В 1950-е годы озвучивал мультфильмы на студии «Союзмультфильм», наиболее известная роль — Оле-Лукойе в «Снежной королеве»
Выступал на эстраде как чтец.
Скончался 22 октября 1960 года. Похоронен в Москве на Введенском кладбище (9-й участок).

## Личная жизнь
Был женат три раза. Последней женой была Лидия Кякшт, монтажёр «Союзмультфильма».

## Творчество

### Роли в театре
- 1924 — «Царь Фёдор Иоаннович» А. К. Толстого — Нищий[1]
- 1927 — «Безумный день, или Женитьба Фигаро» П. Бомарше — пастух Грипп-Солейль
- 1927 — «Бронепоезд 14-69» Вс. В. Иванова — Мужик, сопровождающий канадского солдата, и Мужичонка с подвязанной щекой
- 1928 — «Унтиловск» Л. М. Леонова — Мужик
- 1928 — «Растратчики» В. П. Катаева — Трактирный слуга
- 1928 — «Квадратура круга» В. П. Катаева — Абрам
- 1930 — «Воскресение» Л. Н. Толстого — Священник, Мужик
- 1930 — «Наша молодость» В. П. Кина — Майба
- 1934 — «Егор Булычов и другие» М. Горького — Трубач-лекарь
- 1934 — «Пиквикский клуб» Ч. Диккенса — мистер Пиквик
- 1935 — «Платон Кречет» А. Е. Корнейчука — Терентий Осипович Бублик
- 1937 — «Земля» Н. Е. Вирты — антоновский штабной Егор Ишин
- 1944 — «Русские люди» К. М. Симонова — Семёнов
- 1945 — «Безумный день, или Женитьба Фигаро» П. Бомарше — дон Гусман Бридуазон
- 1946 — «Последние дни» («Пушкин») М. А. Булгакова — Битков
- 1947 — «Дни и ночи» К. М. Симонова — Степанов
- 1948 — «Хлеб наш насущный» Н. Е. Вирты — Андриян Федотыч
- 1949 — «Поздняя любовь» А. Н. Островского — Дормедонт
- 1950 — «Чужая тень» К. М. Симонова —
- 1951 — «Плоды просвещения» Л. Н. Толстого — 3-й мужик
- 1955 — «На дне» М. Горького — Костылёв
- 1960 — «Братья Карамазовы» по роману Ф. М. Достоевского — Смердяков

### Фильмография
- 1936 — Последняя ночь — Михайлов
- 1939 — В поисках радости — Никита Семёнович Гурьянов
- 1939 — Варя-капитан — дед Архип
- 1941 — Волшебное зерно — дед Всевед
- 1942 — Антоша Рыбкин — Козловский Пал Палыч
- 1942 — Его зовут Сухэ-Батор — Гомбо
- 1943 — Актриса — Администратор театра
- 1943 — Во имя Родины — Николай Харитонов
- 1943 — Воздушный извозчик — Куликов
- 1944 — Я — черноморец! — Василий Карпович
- 1944 — Юбилей — член правления
- 1945 — Близнецы — Управдом
- 1946 — Первая перчатка — Шишкин
- 1948 — Повесть о настоящем человеке — Зуев
- 1950 — Жуковский — Профессор Московского университета
- 1957 — Гуттаперчевый мальчик — Доктор
- 1957 — Как поймали Семагу
- 1957 — Четверо — Викентий Карпович Карпушин, ученый, вирусолог-иммунолог
- 1960 — Испытательный срок — Работник мертвецкой

### Озвучивание мультфильмов
- 1950 — Волшебный клад — купец Галсан
- 1950 — Олень и Волк — Волк (нет в титрах)
- 1950 — Сказка о рыбаке и рыбке — читает текст
- 1951 — Ночь перед Рождеством — Чёрт
- 1952 — Аленький цветочек — Кондрат (нет в титрах)
- 1952 — Каштанка — читает текст
- 1953 — Полёт на Луну — комендант
- 1954 — Царевна-лягушка — старый старичок
- 1954 — Мойдодыр — рассказчик (нет в титрах)
- 1955 — Пёс и кот — кот-скорняк
- 1955 — Остров ошибок — животное
- 1956 — Небесное созданье
- 1957 — Снежная королева — Оле-Лукойе
- 1957 — Тихая пристань
- 1958 — Сказ о Чапаеве
- 1961 — Ключ — академик Пётр Волшебников
- 1961 — Чиполлино — профессор Груша (нет в титрах)

## Признание и награды
- Заслуженный артист РСФСР (1948)
- Сталинская премия первой степени (1952) — за исполнение роли 3-го мужика в спектакле «Плоды просвещения» Л. Н. Толстого
- орден «Знак Почёта» (1948) и медали